# Erik H. Schack
Erik Hans greve Schack (født 17. september 1889 på Schackenborg, død 2. juni 1973) var en dansk diplomat, bror til Otto Didrik Schack og Christian Schack.
Han var søn af Hans greve Schack og Henny Louise Vilhelmine født komtesse Lerche-Lerchenborg, besøgte 1902-07 gymnasiet i Lübeck, blev 1909 student fra Metropolitanskolen og 1915 cand.polit. fra Københavns Universitet, blev ansat i Statsbanernes statistiske Kontor og blev 1917 volontør i Udenrigsministeriet, hvor han i 1919 blev assistent.
I 1919 blev Schack udnævnt til attaché ved generalkonsulatet i Hamborg, blev 1921 fuldmægtig i Udenrigsministeriet, 1922 fungerende konsul i London, 1923 legationssekretær i Helsingfors, 1925 vicekonsul i Montreal, 1928 på ny fuldmægtig i Udenrigsministeriet, 1931 legationssekretær (chargé d'affaires ad interim, legationsråd) i Bern og blev 1. februar 1940 (fra 1. april) generalkonsul i Australien, New Zealand og Fiji-øerne med base i Sydney. Den 28. april 1942 blev han afskediget efter tysk krav, men den 8. maj 1945 efter Danmarks befrielse genudnævnt under bevarelse af fuld lønnings- og pensionsanciennitet. Fra oktober 1946 var han tjenstgørende i Udenrigsministeriet, var i 1947 chargé d'affaires i Teheran og blev den 13. oktober samme år (fra 1. november) udsendt som dansk konsul i Flensborg med personlig titel af og rang som generalkonsul. I 1959 gik han på pension.
Schack blev 26. september 1927 Ridder af Dannebrog, 26. september 1940 Dannebrogsmand og 1. januar 1957 Kommandør af Dannebrog. Andre ordenener: B.L.4.; F.H.R.3.1.
4. august 1919 ægtede han i Vedbæk Kirke Else Grundtmann (født 25. juni 1898, død ), datter af artillerimester, senere laboratorieleder
Alfred Emil William Grundtmann og Ingeborg Marie Margarethe Olsen. Ægteskabet blev opløst 28. december 1929, og hun ægtede 8. februar 1930 Otto baron Lerche. 27. oktober 1931 giftede han sig i København med Fanny Agnete Laura Marie Bodenhoff (født 22. oktober 1898 på Vorladegaard, død), datter af træværksejer Frederik Ferdinand Othar Valdemar Bjørn Bodenhoff og Laura Agnete Fanny Schmidt.